# Gabriella Pinzari
Gabriella Pinzari (* 1966) ist eine italienische Mathematikerin, die sich mit Dynamischen Systemen (Himmelsmechanik, Hamiltonsche Systeme) befasst.
Pinzari studierte Physik und Mathematik an der Universität Rom La Sapienza (Master-Abschluss in Physik 1990 bei Giovanni Gallavotti und in Mathematik 1996 bei C. Marchioro) und wurde 2009 an der Universität Roma Tre bei Luigi Chierchia promoviert (On the Kolmogorov set for many body problems). Dazwischen war sie Gymnasiallehrerin in Rom. Sie ist seit 2013 Assistenzprofessorin an der Universität Neapel.
Mit Luigi Chierchia gelang ihr die Erweiterung des KAM-Theorems vom Dreikörperproblem auf das n-Körperproblem mit regularisierten symplektischen planetarischen Variablen, die unabhängig (und von Pinzari zunächst in ihrer Dissertation nicht bekannt) in den 1980er Jahren von André Deprit und F. Boigey eingeführt worden waren, die wiederum auf Carl Gustav Jacobi zurückgehen. Vorarbeiten in der Neuformulierung des Problems gegenüber den Originalarbeiten von Wladimir Arnold leisteten auch J. Féjoz und Michael Herman, Helmut Rüßmann und Chierchia mit Fabio Pusateri. Pinzari fand in ihrer Dissertation ein explizites Maß für die Dichte stabiler Bewegungen im himmelsmechanischen n-Körperproblem.
2014 war sie eingeladene Sprecherin auf dem Internationalen Mathematikerkongress in Seoul (mit Luigi Chierchia: Metric stability in the planetary n-body problem). 2015 erhielt sie einen ERC Starting Grant.

## Schriften (Auswahl)
- mit Chierchia: Properly-degenerate KAM-theory (following V. I. Arnold), Discrete Cont. Dyn. Syst., Ser. S 3, 2010, Nr. 4, S. 545–578.
- mit Chierchia: Deprit's reduciton of the nodes revisited, Celestial Mech. Dyn. Astron., Band 109, 2011, S. 285–301.
- mit Chierchia: The planetary n-body problem: symplectic foliation, reductions and invariant tori, Inventiones Mathematicae, Band 186, 2011, S. 1–77.
- mit Chierchia: Planetary Birkhoff Normal Forms, J. Mod. Dyn., Band 5, 2011, S. 623–644.
- Canonical coordinates for the planetary problem, Acta Appl. Math., Band 137, 2015, S. 205–232.
- Global Kolmogorov Tori in the planetary n-body problem, Electronic Research Announcements Math. Sci., Band 22, 2015, 55–75